# Desa Kutawaringin (administrativ by i Indonesien, lat -7,36, long 107,95)
Desa Kutawaringin är en administrativ by i Indonesien.   Den ligger i provinsen Jawa Barat, i den västra delen av landet, 180 km sydost om huvudstaden Jakarta.